# Naturschutzgebiet Rakenbachtal

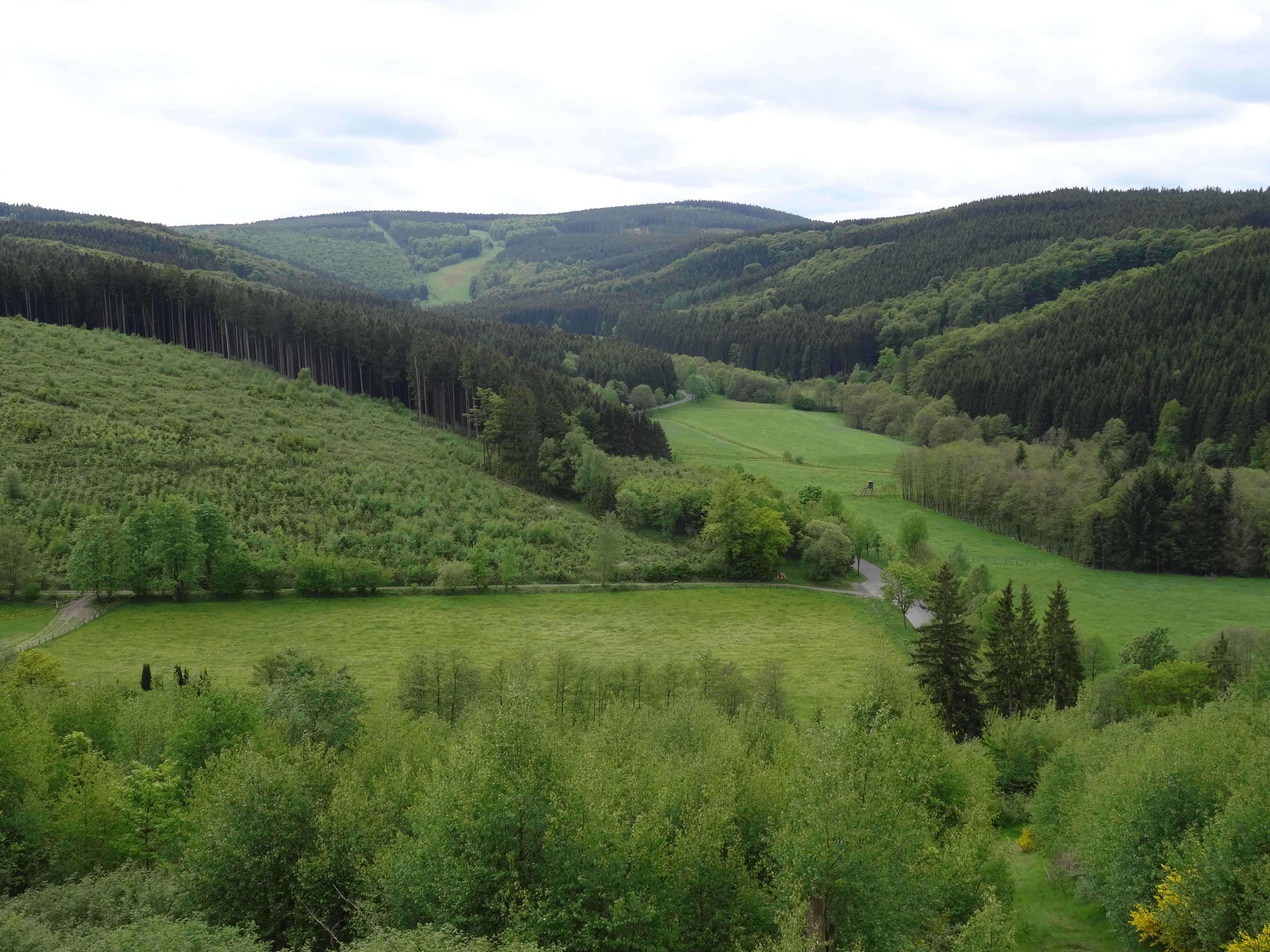
Das Rakenbachtal von links. Rechts Mündung in den Medebach

Das Naturschutzgebiet Rakenbachtal mit einer Größe von 38,8 ha liegt südlich von Bruchhausen im Stadtgebiet von Olsberg im Hochsauerlandkreis. Das Gebiet wurde 2004 mit dem Landschaftsplan Olsberg durch den Hochsauerlandkreis als Naturschutzgebiet (NSG) ausgewiesen. Das NSG besteht aus zwei Teilflächen. Die Talstation vom Skigebiet „Auf dem Sternrodt“ bzw. der Sommerrodelbahn teilt einen kleineren Bereich im Medebachtal von der Hauptfläche.

## Gebietsbeschreibung
Beim NSG handelt es sich um das Quellgebiet vom Rakenbach und den Bachlauf mit Flussaue bis zur Einmündung in den Medebach und Teile des Medebachtals. Der naturnahe Mittelgebirgsbach Rakenbach wird stellenweise von schmalen Bach-Erlenwäldern gesäumt.
Im Landschaftsplan wird zum NSG ausgeführt: „Mit seinen Quellen, Quellrinnsalen und Buchenwäldern besitzt das Schutzgebiet ein repräsentatives Lebensraum-Inventar der montanen und hochmontanen Stufe in NRW. Der Talraum ist weiterhin ein bedeutender Verbindungs- und Vernetzungsbiotiop des Medebachtals.“

## Schutzzweck
Im NSG soll der dortige Quellgebiet und der Bach geschützt werden. Wie bei allen Naturschutzgebieten in Deutschland wurde in der Schutzausweisung darauf hingewiesen, dass das Gebiet „wegen der Seltenheit, besonderen Eigenart und Schönheit des Gebietes“ zum Naturschutzgebiet wurde.